# جیولیا دراگونی
جیولیا دراگونی (انگلیسی: Giulia Dragoni؛ زادهٔ ۷ نوامبر ۲۰۰۶) بازیکن فوتبال اهل ایتالیا است که به صورت قرضی از باشگاه فوتبال زنان بارسلونا برای باشگاه فوتبال زنان آ.اس. رم بازی می‌کند. 
وی همچنین در تیم‌های ملی فوتبال زیر ۱۶ سال، زیر ۱۷ سال، زیر ۱۹ سال و بزرگسالان زنان ایتالیا بازی کرده است.

او در سن ۱۶ سالگی به یکی از جوان‌ترین بازیکنان تاریخ فوتبال زنان تبدیل شد و در جام جهانی ۲۰۲۳ به عنوان دومین بازیکن جوان مسابقات شناخته شد.

## دوران باشگاهی

### اوایل زندگی و اینتر میلان
جیولیا دراگونی در میلان، ایتالیا به دنیا آمد. او فوتبال را از ۴ سالگی در آکادمی محلی فرانکو اسکارونی آغاز کرد و به سرعت به دلیل مهارت‌های استثنایی در دریبل‌زنی و کنترل توپ مورد توجه قرار گرفت. دراگونی در ابتدا در تیم‌های پسران بازی می‌کرد که این تجربه به توسعه مهارت‌های فنی او کمک شایانی کرد.
در سال ۲۰۱۵ به آکادمی جوانان پرو سستو پیوست و در آنجا به "مسی کوچک" ملقب شد. در سال ۲۰۱۸ برای اولین بار در یک تورنمنت جوانان به اینتر میلان دعوت شد و در نهایت در تابستان ۲۰۲۰ به طور رسمی به آکادمی اینتر پیوست.
در ۲۰ نوامبر ۲۰۲۲، دراگونی در سن ۱۶ سالگی در بازی برابر فیورنتینا به میدان رفت و به جوان‌ترین بازیکن تاریخ سری آ زنان از زمان حرفه‌ای شدن این لیگ تبدیل شد. او در مجموع چهار بازی برای اینتر انجام داد و در هر کدام نشان داد که آینده‌ای درخشان در پیش دارد.

### بارسلونا
در ژانویه ۲۰۲۳، دراگونی با قراردادی تا سال ۲۰۲۵ به باشگاه فوتبال زنان بارسلونا پیوست  و به اولین بازیکن غیراسپانیایی تبدیل شد که در بخش زنان لا ماسیا مستقر می‌شود. او ابتدا برای تیم دوم بارسلونا به میدان رفت و در ۵ مارس ۲۰۲۳ اولین گل خود را در پیروزی ۳-۰ برابر اتلتیک بیلبائو بی به ثمر رساند.
در فصل ۲۴-۲۰۲۳، دراگونی به یکی از بازیکنان کلیدی بارسلونا تبدیل شد و با این تیم چهارگانه تاریخی (لیگ، جام حذفی، سوپرجام و لیگ قهرمانان) را کسب کرد. او در این مسیر به اولین فوتبالیست زن ایتالیایی تبدیل شد که عنوان قهرمانی لیگ قهرمانان زنان را به دست آورده است. عملکرد دراگونی در این فصل به حدی چشمگیر بود که رسانه‌های اسپانیایی از او به عنوان "ستاره آینده فوتبال زنان" یاد کردند.

#### انتقال قرضی به رم
در ژوئیه ۲۰۲۴، دراگونی قرارداد خود با بارسلونا را تا سال ۲۰۲۷ تمدید کرد و بلافاصله به صورت قرضی به باشگاه فوتبال زنان آ.اس. رم پیوست. این انتقال به او فرصت داد تا در لیگ معتبر سری آ زنان تجربه بیشتری کسب کند. دراگونی در ۳۰ اوت ۲۰۲۴ اولین بازی خود را برای رم در شهرآورد برابر باشگاه فوتبال زنان لاتزیو انجام داد.

## دوران ملی
دراگونی سابقه بازی برای تیم‌های ملی پایه ایتالیا در رده‌های زیر ۱۶، زیر ۱۷ و زیر ۱۹ سال را دارد. او در مارس ۲۰۲۳ برای اولین بار به تیم ملی بزرگسالان ایتالیا دعوت شد و در ۱ ژوئیه ۲۰۲۳ در سن ۱۶ سال و ۲۳۶ روز در بازی دوستانه برابر مراکش به میدان رفت تا به جوان‌ترین بازیکن تیم ملی ایتالیا در قرن ۲۱ تبدیل شود.
در جام جهانی ۲۰۲۳، دراگونی به عنوان دومین بازیکن جوان مسابقات (پس از کیسی فیر) شناخته شد. او در بازی افتتاحیه ایتالیا برابر آرژانتین در سن ۱۶ سال و ۲۵۹ روز به میدان رفت و رکوردهای متعددی را شکست:
- جوان‌ترین بازیکن تاریخ ایتالیا در جام جهانی (مردان و زنان)
- دومین بازیکن جوان اروپایی تاریخ جام جهانی زنان
- جوان‌ترین بازیکن ایتالیا در تاریخ رقابت‌های جام جهانی

## شیوه بازی
دراگونی عمدتاً در پست هافبک میانی به سبک مزالا بازی می‌کند. نقاط قوت اصلی او شامل:
- مهارت‌های فوق‌العاده دریبل‌زنی
- کنترل توپ در فضاهای تنگ
- هوش تاکتیکی بالا
- پاس‌های دقیق و خلاقانه
- دید بازی عالی
کارشناسان فوتبال معتقدند دراگونی ترکیبی از ویژگی‌های فنی بازیکنان بزرگی چون آندرس اینیستا و الکس مورگان را دارد. توانایی او در خوانش بازی و تصمیم‌گیری سریع، او را به یکی از امیدهای بزرگ فوتبال زنان جهان تبدیل کرده است.